# Galium khorasanense
Galium khorasanense är en måreväxtart som beskrevs av William Griffiths. Galium khorasanense ingår i släktet måror, och familjen måreväxter.
Artens utbredningsområde är Afghanistan. Inga underarter finns listade i Catalogue of Life.